# Mühlmannova chata
Mühlmannova chata, Chata Klubu československých turistů v Kôprové dolině (polsky Schronisko imienia Mühlmanna, maďarsky Mühlmannmenedéhház, německy Mühlmannschutzhaus) byla chata, která stála níže pod soutokem Nefcerského potoka s Kôprovským potokem v Kôprové dolině ve Vysokých Tatrách.

## Historie
Státní lesní správa z Liptovského Hrádku nechala postavit v roce 1912 srubovou lesnickou chatu. Nebyla velmi využívaná. V roce 1925 ji převzal Klub československých turistů a přebudoval na turistickou chatu. Pojmenována byla po ministerském tajemníkovi a tehdejším předsedovi České komise Klubu československých turistů Jaroslavu Mühlmannovi, původem z Moravského Slovácka, který se přičinil o její získání do majetku klubu. Chata měla trvalého správce a mohla být otevřena celý rok. Turisté však velký zájem o její služby neměli. Chata měla verandu, společenskou místnost, kuchyň a noclehárnu. Vzadu byl srub na dřevo. Když byly Mühlmannovi zakrátko vytýkány jeho chyby v organizování turistiky na Slovensku a byl zbaven funkce, chata byla přejmenována na Chatu Klubu československých turistů v Kôprové dolině. Klub ji pronajímal různým zájemcům, zejména v letním období. První léto (1925) spravovala chatu rodina Mašínova z Roudnice nad Labem. Chata byla pod jejich vedením otevřena i v příští zimě, ale lyžařů v této části Tater bylo málo. Častěji se zde ukazovali Poláci. V letech 1927–1939 se na chatě vystřídali Jozef Hájek, Jozef Kertész (pozdější majitel Važecké chaty) a Ján Harich. V roce 1931, po zřízení přístavby, měla chata 2 noclehárny pro 32 hostů. Během druhé světové války byla opuštěna. Koncem léta 1944 v ní měl sídlo štáb partyzánského oddílu Vysoké Tatry. Během bojů byla těžce poškozena. Po skončení války lesní správa ve Východní chatu částečně opravila pro potřeby lesních dělníků. V roce 1956 ji už jako dlouho nepoužívanou strhly vody rozvodněného Kôprovského potoka. Torzo chaty bylo odstraněno v roce 1969. Dnes v komplexu Tiché doliny a Koprové doliny není žádná turistická chata.